# 日本基督教団芝教会
日本基督教団芝教会（にほんきりすときょうだん しばきょうかい）は東京都港区虎ノ門一丁目にある日本基督教団に包括されている教会。教会名の由来は現在地がかつて芝区だったことから。

## 歴史
1874年（明治7年）、アメリカ長老教会宣教師クリストファー・カロザースが田村直臣や原胤昭をはじめとする築地大学校の生徒達や東京基督公会の安川亨などと東京第一長老教会を設立しカロザースが副牧師に就任。
1876年（明治9年）カロザースが辞任。オリバー・マクリーン・グリーンが仮牧師に就任。
1878年（明治11年）芝区露月町（ろげつちょう、現在の港区新橋五丁目）へ移転し、芝露月町教会に改称。安川亨が初代牧師に就任。
1884年（明治17年）虎ノ門教会と合併し、芝区愛宕町（現在の港区西新橋三丁目）に移転して芝教会に改称。和田秀豊が2代目牧師に就任。
1888年（明治21年）アメリカ長老教会の援助により煉瓦造3階建ての会堂が建立される。

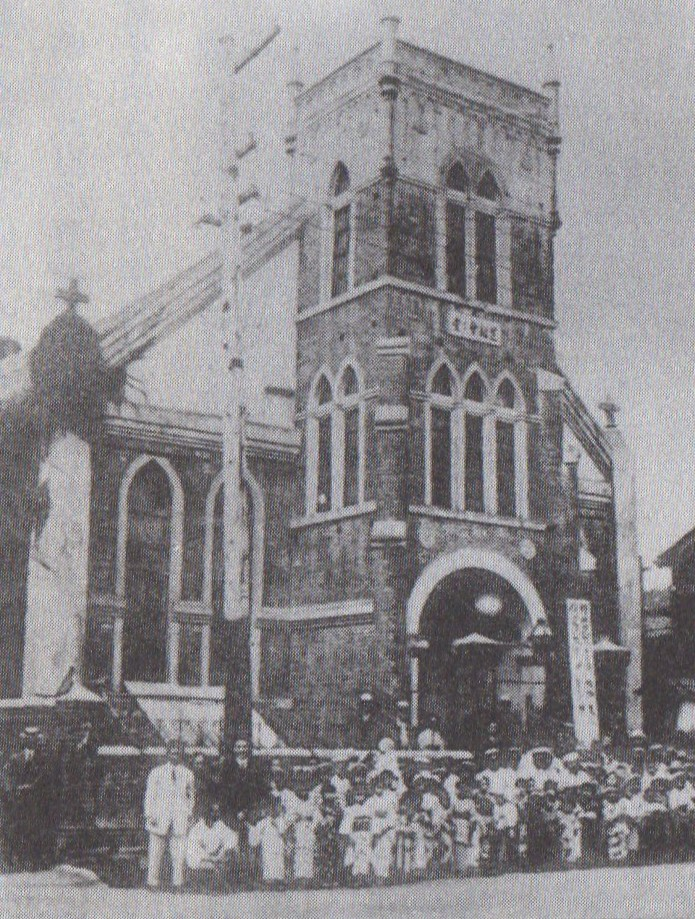
1888年から1913年まで使われていた芝教会の会堂

1901年（明治34年）石原保太郎が3代目牧師に就任。
1906年（明治39年）石原保太郎牧師が日本基督教会伝道局の招聘により満州に派遣されたため無牧となる。
1908年（明治41年）星野光多（両国教会と兼牧）が4代目牧師に就任。
1920年（大正9年）富田満牧師が5代目牧師に就任。
1922年（大正11年）新会堂建立。
1923年（大正12年）関東大震災により新会堂焼失。
1924年（大正13年）木造仮会堂を建立。
1936年（昭和11年）芝区西久保桜川町の新会堂に移転。

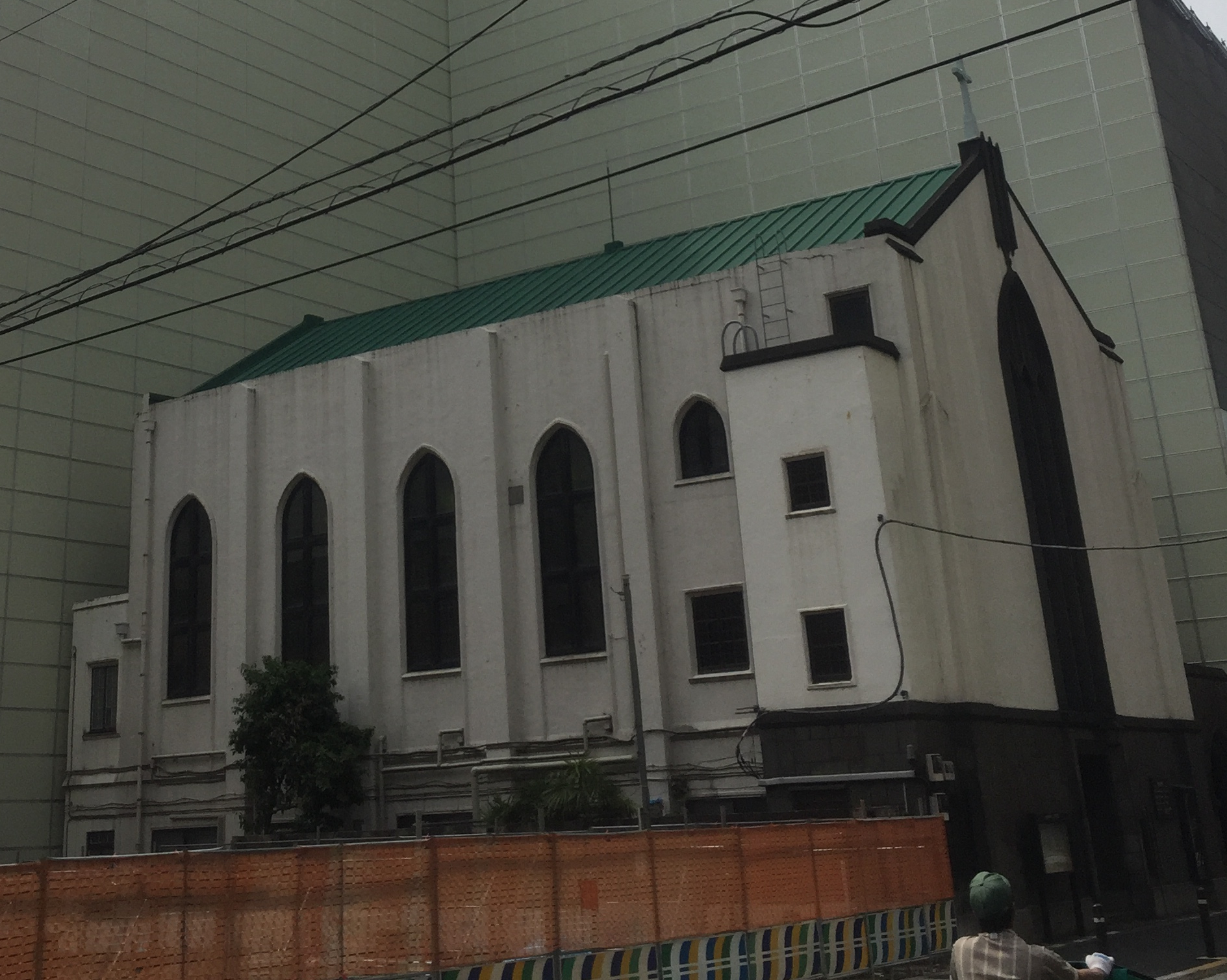
1936年から2016年までの芝教会会堂。2016年5月1日撮影。

1941年（昭和16年）日本基督教団創立。日本基督教会大会議長だった富田牧師が教団統理に就任。
1943年（昭和18年）会堂が政府に徴用されたため渋谷区栄通に仮移転。
1945年（昭和20年）終戦により徴用解除され、元の芝区西久保桜川町の会堂に復帰。
1947年（昭和22年）芝区が赤坂区・麻布区と合併して新たに港区が成立。所在地が港区芝西久保桜川町に名称変更。
1961年（昭和36年）稲垣徳子牧師が6代目牧師に就任。
1977年（昭和52年）住居表示実施により所在地が港区虎ノ門一丁目に名称変更。地名から「芝」の名前が消えるが、教会名はそのまま芝教会を名乗る。
2001年（平成13年）齋藤正彦牧師が7代目牧師に就任。
2002年（平成14年）山本尚忠牧師が8代目牧師に就任。
2005年（平成17年）松下恭規牧師が9代目牧師に就任。
2013年（平成25年）石井道夫牧師が10代目牧師に就任。
2015年（平成27年）虎ノ門一丁目地区第一種市街地再開発事業A-2街区(教会棟)として都市計画決定。
2016年（平成28年）再開発事業の進捗に伴い仮会堂に移転する。
2020年（令和2年）教会棟完成を受け移転。

## 所在地
- 東京都港区虎ノ門一丁目17番3号